# Brittiska Västra Stillahavsterritoriet

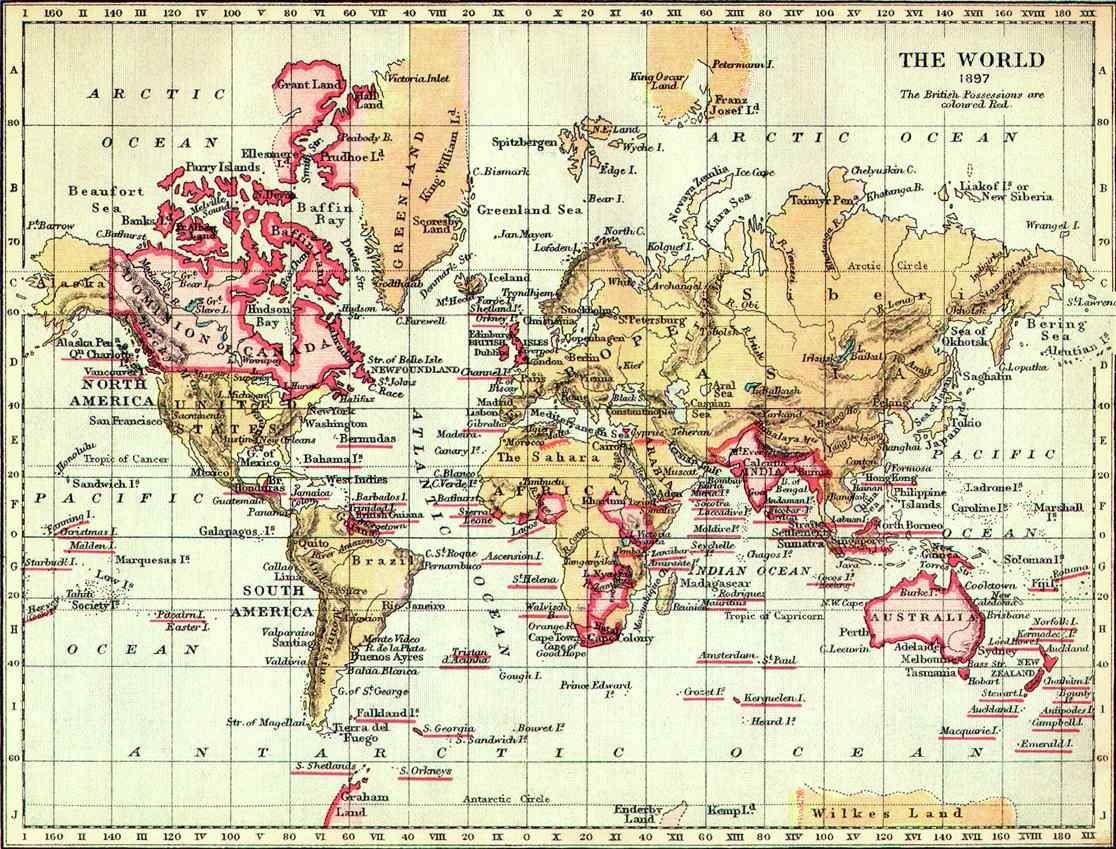
Brittiska imperiet 1897

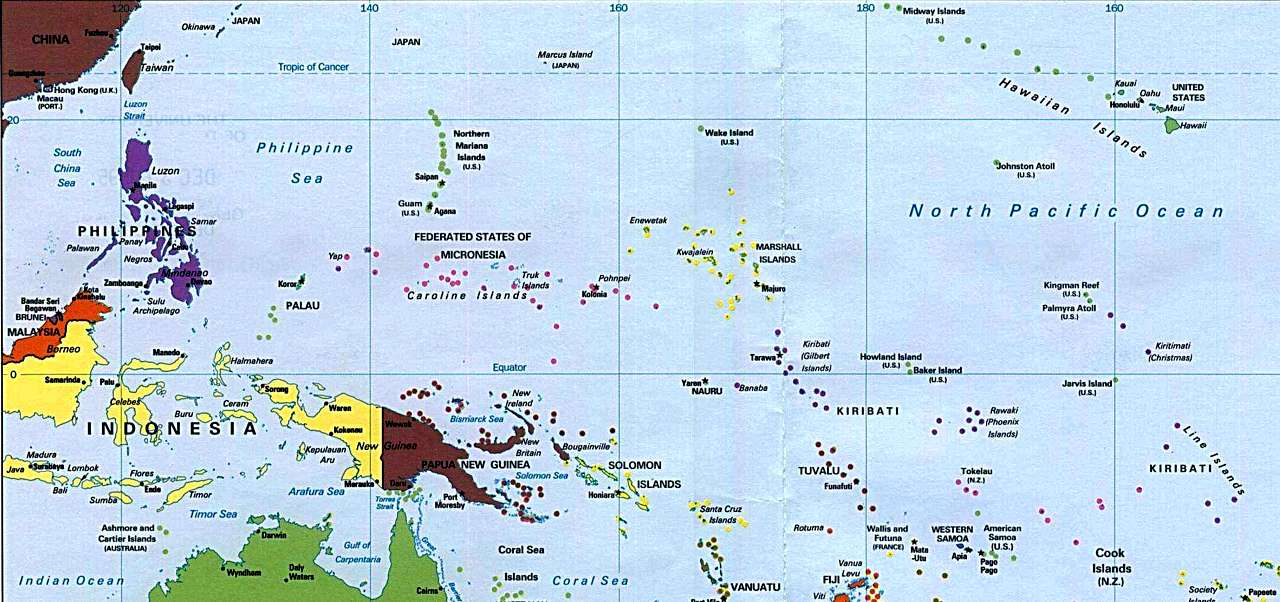
Geografisk karta

Brittiska Västra Stillahavsterritoriet (engelska British Western Pacific Territories - BWPT) var ett brittiskt kolonialt förvaltningsområde i Stilla havet, skapat 1877 för administrationen under den brittiska kronan styrd av en guvernör.

## Ögrupper
Brittiska Västra Stillahavsterritoriet omfattade följande öområden
- Gilbert och Elliceöarna - (1892–1971), nu självständiga separat som Kiribati (i Mikronesien) och Tuvalu (i Polynesien).

### IMelanesien
- Fiji - (1877–1952), nuvarande Fiji (en självständig stat).
- Salomonöarna - (1893–1971), nuvarande Salomonöarna (en självständig stat).
- Nya Hebriderna - (1906–1971), nuvarande Vanuatu (en självständig stat).

### IMikronesien
- Nauru - (1914–1921), nuvarande Nauru (en självständig stat).

### IPolynesien
- Canton och Enderburyöarna - (1939–1971), (hör till Kiribati).
- Cooköarna - (1893–1901), nuvarande Cooköarna (hör till Nya Zeeland).
- Nuie - (1900–1901), nuvarande Niue (hör till Nya Zeeland).
- Pheonixöarna - (–1939), (hör till Kiribati).
- Pitcairnöarna - (1898–1952), nuvarande Pitcairnöarna (hör fortfarande till Storbritannien).
- Tonga - (1900–1952), nuvarande Tonga (en självständig stat).
- Union Islands - (1877–1926), nuvarande Tokelauöarna (hör till Nya Zeeland).

## Historia
Området bildades 1877 och huvudorten blev Suva på Fijiöarna och förvaltades av en guvernör, så kallad High Commissioner.
Under andra världskriget upphävdes guvernörens förvaltning och området förvaltades av den brittiska militärmakten. Salomonöarna, Gilbertöarna och Phoenixöarna ockuperades åren 1942 till 1945 av Japan.

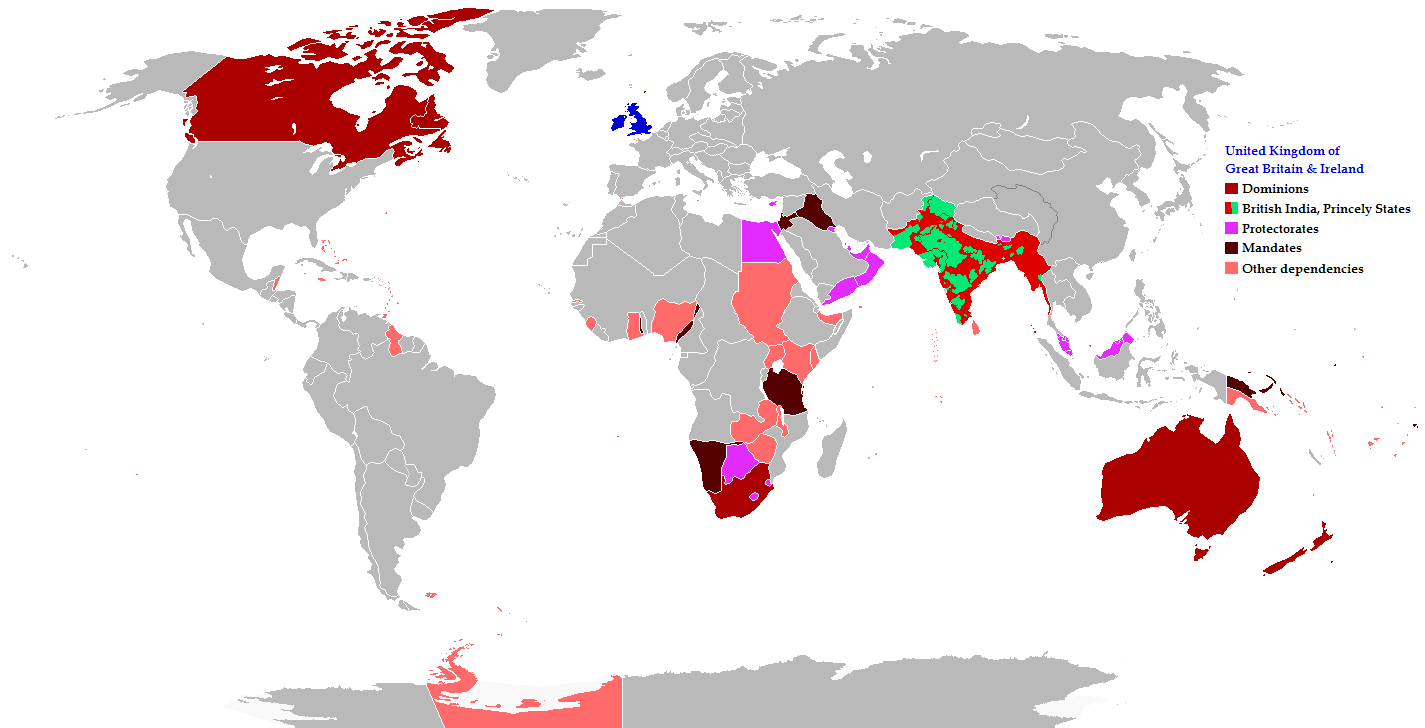
Brittiska imperiet år 1919

Den 3 juli 1952 överfördes förvaltningen över det krympande området till Honiara på Salomonöarna och de flesta länderna fick självständighet 1971. Territoriet upplöstes slutligen helt den 2 januari 1976.